# Маргарита Брабантская
Маргарита Брабантская (фр. Marguerite de Brabant, нидерл. Margaretha van Brabant), (1323—1380.) — дочь герцога  Брабанта Жана III и Марии д'Эврё, жена графа Фландрии Луи II Мальского.

## Биография
Маргарита родилась 9 февраля 1323 года. Она была второй дочерью   брабантского герцога Жана III и Марии д'Эврё. Династический брак её родителей был заключен в 1311 году, когда те были ещё детьми. Их первый ребёнок, Жанна, родилась в 1322. После рождения Маргариты в семье появилось ещё четверо детей: Мария, Жан, Генрих и Готфрид. Сыновья умерли ещё при жизни отца. Наследницей герцога стала старшая из дочерей — Жанна.
Когда в 1337 году король Англии Эдуард III предъявил свои претензии на французскую корону, Жан III, приходившийся ему кузеном, стал его союзником. В июле 1338 года Эдуард III высадился в Антверпене, а в июле 1339, получив предварительно обещанные льготы и вознаграждение за поддержку, Жан III дал согласие на обручение Маргариты с Эдуардом, старшим сыном Эдуарда III. После двух лет безуспешных военных действий на севере Франции Эдуард III, несмотря на победу при Слейсе, вынужден был вернуться на родину за неимением средств.
Хотя Жан III просил в 1343 году папского разрешения на брак своей дочери Маргариты и принца Эдуарда, как было оговорено заранее, Эдуарда III союз с Нижними странами уже не интересовал. Его казна была пуста, и масштабные военные операции не привлекали его внимания.

В сентябре 1345 представители сторон Франции и  Брабанта встретились в Сен-Жерменском дворце для подписания предварительного соглашения о мире. Окончательный договор был подписан в Сен-Кантене в июне 1347, согласно которому Брабант становился союзником Франции. Маргарита же, в результате этого договора, должна была выйти замуж за Луи Мальского, двоюродного племянника правящего короля Франции Филиппа VI Валуа.

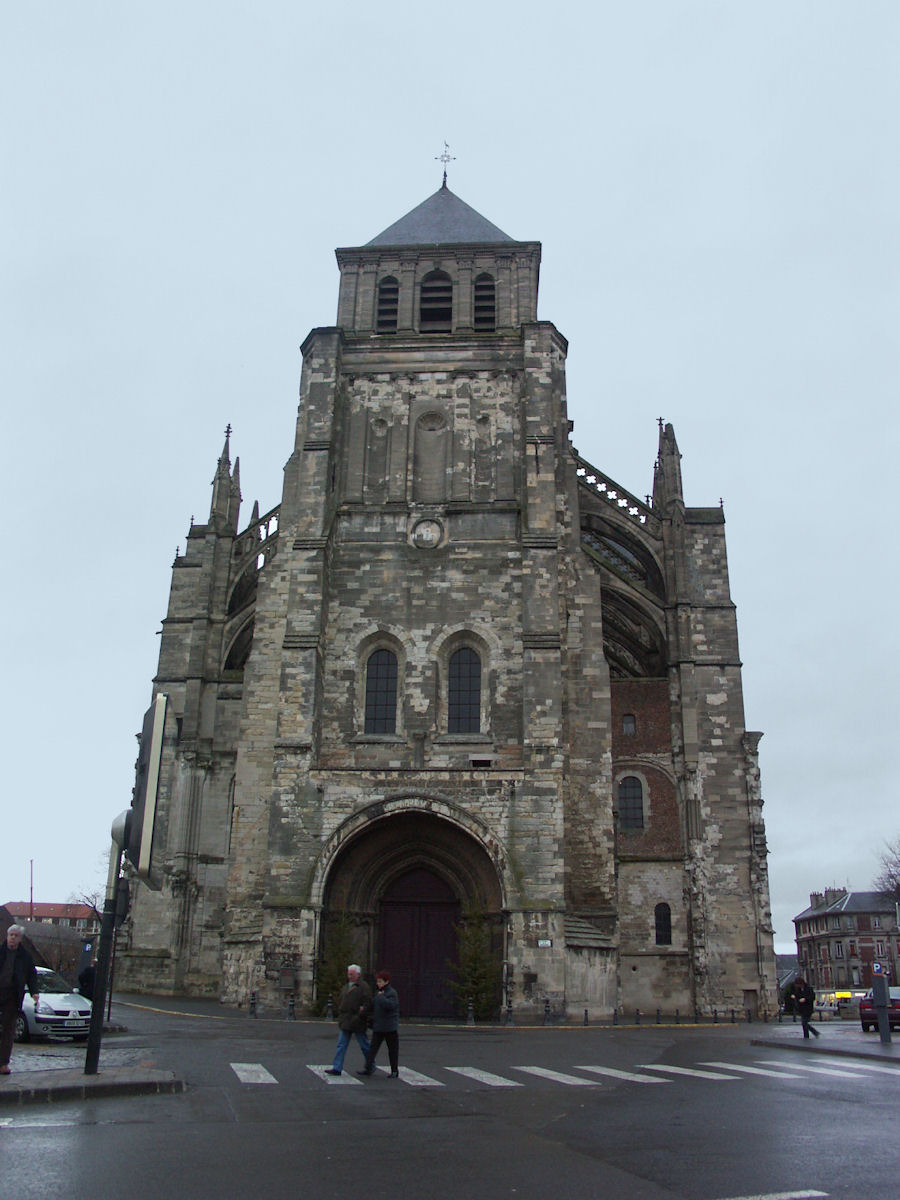
Церковь Сен-Кантена

1 июля 1347 года в Сен-Кантене состоялась свадьба Маргариты Брабантской и Луи Мальского, графа Фландрии. Его отец погиб за год до этого в битве при Креси, оставив сыну графства Фландрию, Невер и Ретель. К моменту бракосочетания невесте было 24 года, а жениху исполнилось 16. У супругов родилось трое детей:
- Пьер (умер в раннем возрасте)
- Карл (умер в раннем возрасте)
- Маргарита (1350—1405) — унаследовала Фландрию. Замужем за Филиппом Руврским, затем — за основателем герцогства Бургудского Филиппом II Смелым; во втором браке имела девять детей.Дочь Маргариты Брабантской — Маргарита Фландрская

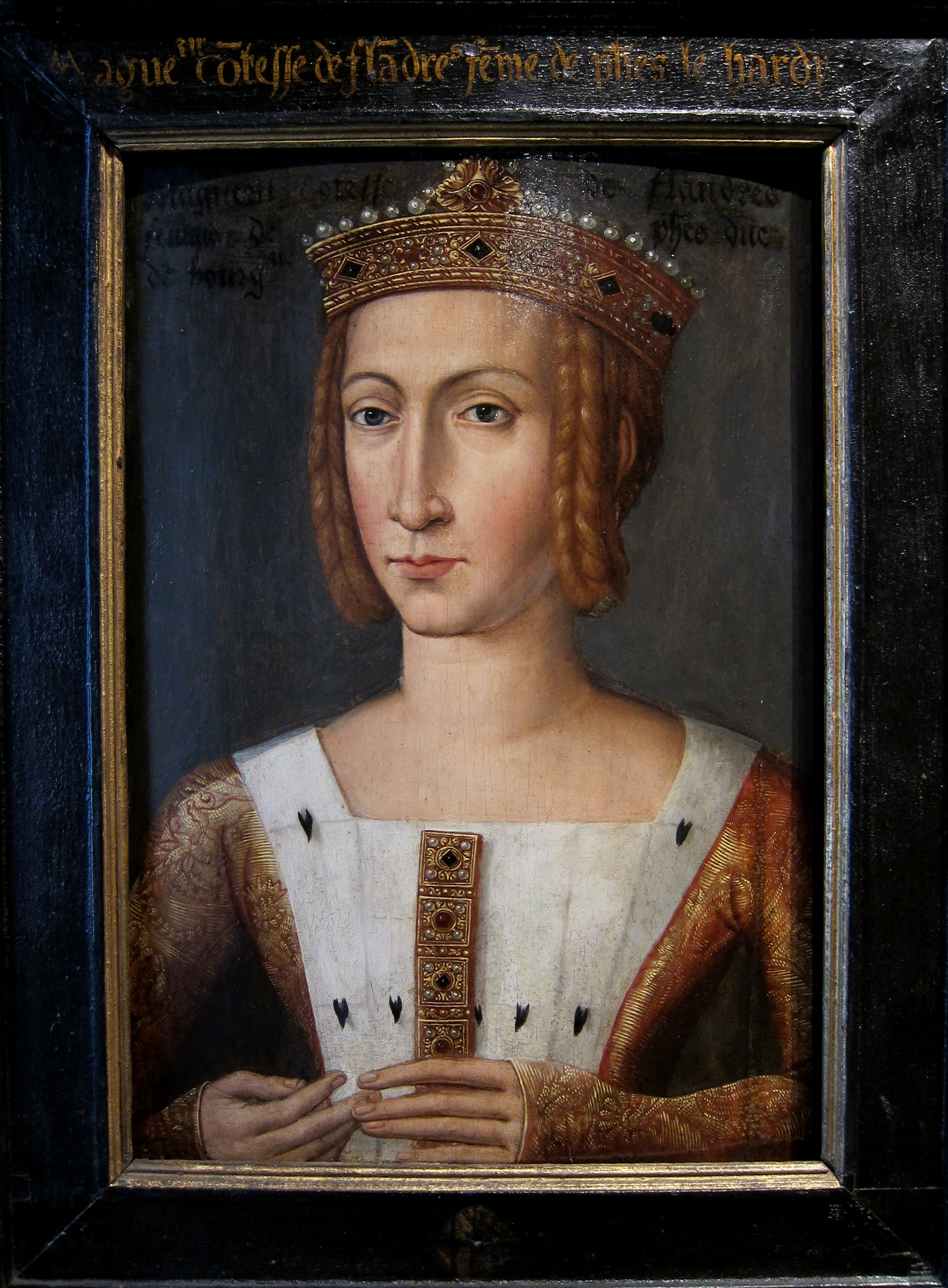
Дочь Маргариты Брабантской — Маргарита Фландрская

В 1355 году умер отец Маргариты, Жан III, завещав Брабант старшей дочери Жанне. Людовик Мальский, считая себя наследником своего тестя по праву жены, вторгся в пределы герцогства. В августе 1356 Жанна и её муж Венцеслав Люксембургский обратились за помощью к императору Священной Римской империи Карлу IV.  Карл встретился в Маастрихте с представителями всех заинтересованных сторон, включая представителей городов. Жанне удалось сохранить за собой титул и владения, но, не имея наследников, в 1404 году она завещала Брабант  внуку Луи Мальского и Маргариты, двадцатилетнему Антуану Бургундскому.
В 1357 году состоялась свадьба семилетней Маргариты Фландрской, дочери Луи и Маргариты, и девятилетнего Филиппа Руврского, сына королевы Франции Жанны Оверньской от первого брака, который уже носил титулы графа Бургундского и Артуа и герцога Бургундии. Спустя три года Филипп получил также от матери графства Овернь и Булонь. Но в 1361 году он скончался от чумы, не оставив потомства. Графства Бургундию и Артуа унаследовала свекровь Маргариты Брабантской Маргарита Французская, которой Филипп приходился внучатым племянником. Герцогство Бургундское король Франции Иоанн II Добрый через два года передал своему сыну Филиппу II Смелому, за которого Маргарита Фландрская вышла замуж в 1369 году, спустя девять лет после смерти первого мужа.
Умерла Маргарита Брабантская в 1380 году.

## Родословная
| Предки 1. Маргариты Брабантской | Предки 1. Маргариты Брабантской              | Предки 1. Маргариты Брабантской                     |
| ------------------------------- | -------------------------------------------- | --------------------------------------------------- |
| 2. Отец: Жан III                | 4. Дед: Жан II                               | 8. Прадед: Жан I Победитель                         |
| 2. Отец: Жан III                | 4. Дед: Жан II                               | 9. Прабабка: Маргарита Фландрская                   |
| 2. Отец: Жан III                | 5. Бабка: Маргарита Английская               | 10. Прадед по женской линии: Эдуард I               |
| 2. Отец: Жан III                | 5. Бабка: Маргарита Английская               | 11. Прабабка по женской линии: Элеонора Кастильская |
| 3. Мать: Мария д’Эврё           | 6. Дед по женской линии: Людовик д’Эврё      | 12. Прадед по женской линии: Филипп III Смелый      |
| 3. Мать: Мария д’Эврё           | 6. Дед по женской линии: Людовик д’Эврё      | 13. Прабабка по женской линии: Мария Брабантская    |
| 3. Мать: Мария д’Эврё           | 7. Бабка по женской линии: Маргарита д’Артуа | 14. Прадед по женской линии: Филипп д’Артуа         |
| 3. Мать: Мария д’Эврё           | 7. Бабка по женской линии: Маргарита д’Артуа | 15. Прабабка по женской линии: Бланка Бретонская    |